# Djevojčica sa šibicama
Djevojčica sa šibicama je bajka H. C. Andersena.
Mala siromašna djevojčica, koja se cijeli dan mučila prodati šibice, pred novogodišnju večer umire u kutku jedne zgrade kraj puta. Kući se nije smjela vratiti jer bi je otac istukao, a uostalom ni kod kuće nije ništa bilo bolje. Nakon mnogo pokušaja da proda te jadne šibice, djevojčica se predaje i u hladnoj noći legne kraj jednog dućana. Pošto joj je bilo hladno, počela je paliti šibice ne bi li se ugrijala. Svaki put kada bi upalila šibicu, vidjela bi nešto o čemu je oduvijek sanjala, hrana, odjeća, ali čim bi poletjela to dohvatiti, šibica bi se ugasila i čar bi nestala. Zadnja šibica koju je upalila, osvijetli joj njezinu pokojnu baku, koja je u toj hladnoj noći povede sa sobom na nebo. Time su brige jadne djevojčice nestale. Tako je jutro svanulo nad malim, mrtvim tijelom koje je sklupčano ležalo kraj ulice.